# WacuumAirs
A WacuumAirs egy magyar független hiphoplemez-kiadó.

## Története
Bobakrome alapította 2000-ben, ez volt az első független magyar hiphoplemez-kiadó. Bobakrome hangmérnökként (mixing és mastering) és producerként is tevékenykedett azon kívül, hogy CEO-ja  a kiadónak.  

## Előadók
Ez az adatok a zene.hu a wacuumairs és Discogs weboldalról származnak.
- Bobakrome 2000 -
- Akkezdet Phiai 2003 - 2007
- Aza 2004 - 2007
- Fhészek 2004 -

## Diszkográfia
Ez az adatok a zene.hu a wacuumairs és Discogs weboldalról származnak.
- Bobakrome – Otthoni Zaj (CDr, Album, MP3) – 2000
- Bobakrome – Miir Fiilsz, Há Viigig Iig A Villany?! (CD, Album) – 2002
- Akkezdet Phiai – Akkezdet (CD, Album) – 2003
- Bobakrome – Direkt Torz (CD, Album) – 2004
- Fhészek – Darázsfészek (CD, Album, Stereo) – 2005
- Aza – Stress In A Dress (CD, Mixtape) – 2005
- Ready – A Betűk Hatalma (12×File, MP3, Album, 320 kbps) – 2006
- Tezsvíír – ...Víír Nem Válik Vízzé (16×File, MP3, Album, 320 kbps) – 2007
- The Steve – 1st (16×File, MP3, Album, 320 kbps) – 2007
- A.M.P.S. – Kockázatok És Mellékhatások (CD, Album) – 2008
- Bobafett & Bobakrome – Aludnifogtál (14×File, MP3, Album, 320 kbps) – 2008
- Fattyúk – Aranytojás (CD, Album) – 2009
- Bobafett & Bobakrome – Aludnifogtál? Akkor Itt A Bagolyköpet!!! (2×CD, Comp, Ltd) – 2010
- Bobafett & Bobakrome – Bagolyköpet!!! (17×File, MP3, Album, 320 kbps) – 2010
- Direct & Ready – DirectReady EP (2 versions) – 2011
- Ketioz – Kapitális K (CD, Album) – 2011
- Kuplung Klán – Elnézést! Ez A Kábel Hova Megy? (11×File, MP3, EP, 320 kbps) – 2011
- Steve Antal – Dogma (16×File, MP3, Album, 320 kbps) – 2011
- Zomblaze – Dronk Noise (16×File, MP3, 320 kbps) – 2012
- Frigid-Air-Family – London-Budapest-New York (7×File, MP3, EP) – 2012
- Bago – Bandolero Siempre (25×File, MP3, Album, VBR kbps) – 2012
- AK26 – Szókarabély (14×File, MP3, Album, 320 kbps) – 2012
- ZöldRobotMajom – ZöldRobotMajom (27×File, MP3, Album, 320 kbps) – 2012
- MC Benő & Csicsó – Jelmezek Nélkül (12×File, MP3, Album, 320 kbps) – 2012
- Egyenlők – Aranykor (CD, Album) – 2013
- Bobafett – Cipőre Jobb, Mint A Szemrehányás (8×File, MP3, EP, 320 kbps) – 2013
- El Bago & Mondom – Üldözöttek Dala (File, MP3, Single, 320 kbps) – 2014
- El Bago – Maximal (File, MP3, Single, 320 kbps) – 2014
- El Bago – Ases De Oro (CD, Album, Ltd) – 2014
- Nash – Nagykunsáv (8×File, MP3, EP, 320 kbps) – 2014
- Az Igazgatótanács – Utópia (23×File, MP3, Album, 320 kbps) – 2014
- Raktár Krú – Prototape (CD, Album, Ltd) – 2014
- Abudabi & MC Benőő – Alternatív Hanganyag Vol. 1 (12×File, MP3, Album, 320 kbps) – 2014
- Mocskos Márka – Próbálj Meg Lazítani (CDr, EP) – 2014
- Ayahuaska – Pentele Rapcore (4×File, MP3, EP, 320 kbps) – 2014
- Zomblaze & Bobafett – Töltött Káposzta (File, MP3, Comp, Mixed, 320 kbps) – 2014
- FNT – Rendszerhiba (8×File, MP3, EP, 320 kbps) – 2015
- Odákovics Aka. M.D.E. – Erőszakmantra (11×File, MP3, Album, 320 kbps) – 2016
- Fat Mett – Földvár Alatti Krónikák (10×File, MP3, EP, 320 kbps) – 2016
- El Bago – Jedi (File, MP3, Single, 320 kbps) – 2017
- El Bago & Noez Feat. Capleton – Kommunális Tó (Remix) (File, MP3, Single, 320 kbps) – 2017
- El Bago – The Denevérember (File, MP3, Single, 320 kbps) – 2017
- El Bago – R.O.Gén (File, MP3, Single, 320 kbps) – 2017
- El Bago X Volume Beat – Kasztanyetta (File, MP3, Single, 320 kbps) – 2017
- El Bago – Zsiger (Remix) (File, MP3, Single, 320 kbps) – 2017
- El Bago – Pornép (CD, Album, Promo) – 2019
- El Bago – Poszt (File, MP3, Maxi-Single) – 2023
- El Bago – Osztag (File, MP3, Single) – 2023
- El Bago & G.CUBE – Akármi (File, MP3, Single) – 2023
- El Bago & Templár & Island Terrors – Érzelem (File, MP3, Single) – 2023
- El Bago – Badwoman (File, MP3, Single) – 2024